# بلکپیرل (نیواورلئان)
بلکپیرل (به انگلیسی: Black Pearl) یک منطقهٔ مسکونی در ایالات متحده آمریکا است که در لوئیزیانا واقع شده‌است. بلکپیرل ۱٬۰۸۲ نفر جمعیت دارد.